# Security Action for Europe
Security Action for Europe of afgekort SAFE is het Europese herbewapeningsfonds opgericht met het doel om snel militaire investeringen te kunnen uitvoeren.
De organisatie werd opgericht om Europese lidstaten voordelige leningen te verstrekken. Het komt enkel tussen indien een voorgesteld dossier meerdere landen betreft waarvan minstens één EU-lidstaat en waarbij de beoogde wapensystemen voor minstens 65 procent uit Europese onderdelen bestaan.

## Geschiedenis
De Europese Investeringsbank (EIB) nam in haar geschiedenis al regelmatig het initiatief in het financieren van militaire projecten in Europa. vanaf begin 2025 kwam de vraag vanuit de lidstaten naar de oprichting van een aparte fonds en ook van een Europese herbewapeningbank. 
SAFE is een initiatief vanuit het witboek Europese defensie - paraatheid 2030 en zal kunnen starten met een eerste financiering van 150 miljard euro en waarschijnlijk later in 2025 beschikken over 200 miljard euro. Er wordt zowel gezocht naar publieke als private bijdragen om het beoogde bedrag van 800 miljard euro op te bouwen.
SAFE wordt ook aanzien als een hulpmiddel om de financiële NAVO-doelstelling, de 5%-budgetnorm per land, te helpen behalen zoals vastgelegd tijdens de NAVO-top van juni 2025 in het Nederlandse Den Haag.
Europees Parlement · Europese Raad · Raad van de Europese Unie · Europese Commissie

Hof van Justitie van de Europese Unie · Europese Centrale Bank · Europese Rekenkamer